# 도야마 하루키
도야마 하루키(일본어: 遠山 悠希, 2003년 11월 6일~)는 일본의 축구 선수이다.

## 구단 경력
그는 2022년 J3리그의 아술 클라로 누마즈에 입단했다.